# Net als toen
Net als toen (срп. Као некада) је љубавна песма холандске певачице Кори Брокен и победник такмичења за Песму Евровизије 1957. године одржаном у Франкфурту. Песма је на холандском језику, а аутори су композитор Гус Јенсен, текстописац Вили ван Хемерт, а продуцент Долф ван дер Линден.
Песма говори о супрузи која пита свог мужа да ли се сећа њихових ранијих дана као заљубљеног пара. Она жели да се њихова романса врати, што се изражава у рефрену, док у строфама описује како је та романса избледела из њиховог брака. Песма буди носталгију, са стиховима који подсећају на прошла времена и мелодијом коју предводи виолина.
Net als toen је добила више од трећине укупног броја гласова како на холандском Националном фестивалу песама 1957. године, који представља избор песме представника Холандије на Песми Евровизије, али такође и на Песми Евровизије. Рецензије истичу релативно висок резултат на Песми Евровизије и хвале извођење уз пратњу виолина, али су такође указале на проблем трајања песме.
Кори Брокен је снимила песму на три језика, а песма је такође обрађена од стране других учесника Песме Евровизије. Сингл из 1957. године, у издању некадашње белгијске издавачке куће Ronnex Records, остварио је успех на музичким топ-листама у Холандији и Белгији. Песма се такође нашла на око двадесет музичких компилација, укључујући неколико других комерцијално успешних албума.

## Композиција
Песма, са текстом на холандском језику који је написао Вили ван Хемерт и музиком коју је компоновао Гус Јансен, представља љубавну баладу, кроз чију изведбу доминира виолина. Описана је као шансона са носталгичним текстом и као лаган баладни комад са ефектним соло делом виолине.
Под насловом Net als toen, у преводу срп. Као некада, рефрен песме истиче како супруга подсећа свог мужа на његово раније лепо и галантно понашање, заједно са његовим некадашњим романтичним гестовима, попут тога да је тражио пољубац од ње, доносио јој руже, заруменео се приликом гледања у њу, као и давање комплимената њеној лепоти и шарму. Сада га моли да то учини још једном. Строфе песме преносе контрастне описе менталног и физичког старења као садашњих препрека; у првом делу песме супруга примећује како се њен муж пита да ли је још увек жива и још увек та жена, док примећује да је он поспан и уморан, док у каснијем делу песме говори како се променио, добио на тежини, појавили су му седи праменови, док понекад бива детињаст.